# Robert Louis Stevenson
Robert Louis Stevenson (Edinburgh, 1850. november 13. – Vailima, [Vajlima], Apia közelében, Szamoa, 1894. december 3.) skót regényíró, az ifjúsági irodalom kimagasló alakja.

## Gyermekkora
Mérnökcsaládban született Skóciában. Őt is erre a pályára szemelték ki szülei, ő azonban ehelyett jogot kezdett tanulni az edinburgh-i egyetemen, de már ekkor is csak az irodalom érdekelte. Mivel gyermekkorában megtámadta tüdejét a TBC, gyermekévei nagy részét betegágyban töltötte és az ott kitalált történetekkel szórakoztatta magát, majd meggyógyulva igyekezett elsajátítani az írás mesterségét. Nagy hatással volt rá Shakespeare Hamletje, valamint Dumas regényei, Walt Whitman versei és Montaigne esszéi.

## Ifjúkora
Egyetemi évei alatt összekülönbözött szüleivel (bírálta vallásosságukat és életformájukat). Tüdőbetegsége miatt 1873-ban Franciaországba utazott, majd a gallok hazájában utazgatva írásból élt. Többször is visszatért Skóciába, majd miután 1875-ben letette az ügyvédi vizsgát, ismét Franciaországban kezeltette magát. Erről az időszakról két útikönyvet is írt. Ekkor ismerte meg későbbi feleségét, Fanny Van de Grift Osbournt.
Mivel betegsége enyhébb klímájú vidékre kényszerítette, 1881-ben a svájci Davosban töltött hosszabb időt. Itt írta meg legolvasottabb regényét, a Kincses szigetet. E művet 1881-1882-ben a Young Folks közölte folytatásokban. A regény fordulatokban és lélektani elemekben gazdag tartalma miatt méltán vált az ifjúsági irodalom klasszikusává, a szerző pedig ifjúsági regényíróvá. 1882-ben hyeresi életük ideje alatt írta Gyermekkert című verseskötetét, valamint itt kezdett neki A fekete nyíl címet viselő regénynek is.
1890-ben Szamoa szigetére költöztek. Itt még több, hasonlóan izgalmas művet írt: Falesa, Catriona. További nagy sikerű regényei a korábbi időszakból: Emberrablók, Dr. Jekyll és Mr. Hyde különös esete. Utóbbiban az emberi egyéniség erkölcsi kettősségének problémáját boncolgatja.
Henry James igen nagyra becsülte. Szerinte Flaubert formai igényességét Dumas fordulatos meseszövésével párosította.

## Halála és emlékezete

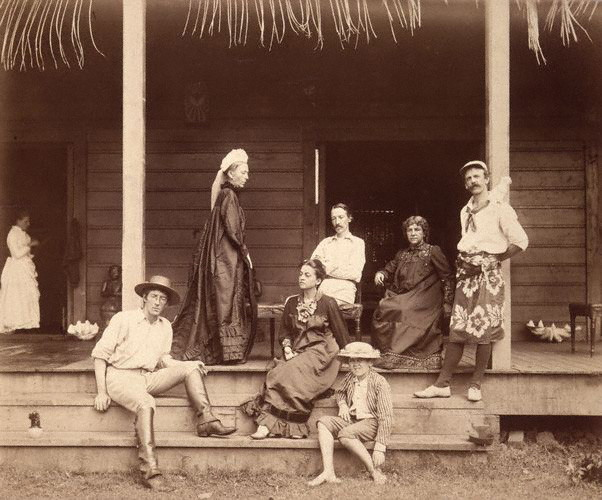
Az író családjával Szamoán, 1891 körül (Upolu, Vailima)

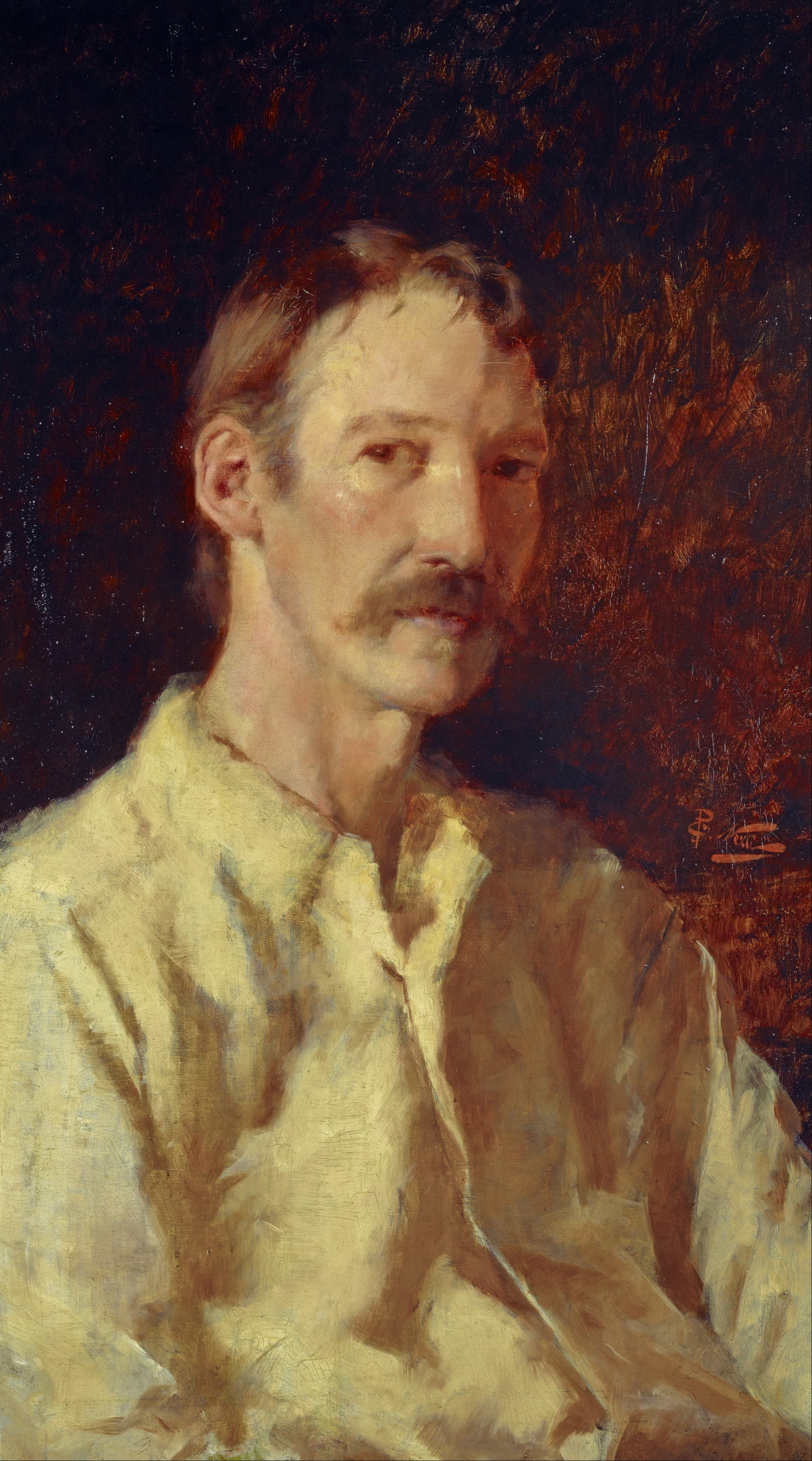
Girolamo Nervi festménye Stevensonról

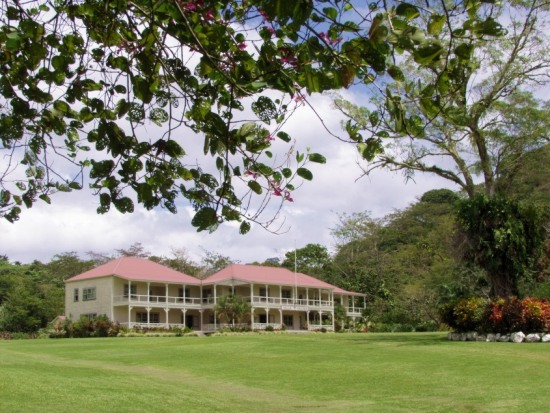
Az író szamoai háza, mely ma múzeumként funkcionál

1894-ben hunyt el Szamoán, Upolu szigetén. Ottani háza ma múzeumként állít emléket a művésznek.

## Művei
- The Rajah's Diamond (1878)
  - A maharadzsa gyémántja regény; fordította: Torday György; Singer-Wolfner, Budapest, 1937 (Milliók könyve)
- The Pavilion on the Links (1880)
  - A molnárlegény – Will o' the mill / Tornyosház a homokparton – The pavilion on the links; fordította: Udvarhelyi Hanna, Borbás Mária; Európa, Budapest, 1979 (Janus-könyvek)
- The Suicide Club (1878)
  - Az öngyilkosok tanyája; fordította: Kéri Gyula; Gönczi, Budapest, 1902
  - Öngyilkosok klubja / A ballantraei örökös / A falesai part; fordította, utószó Göncz Árpád; Európa, Budapest, 1970 (A világirodalom remekei)
- A Plea for Gas Lamps (1878)
  - A gázlámpák védelmében; fordította: Zubreczky György; in: Hagyomány és egyéniség – Az angol esszé klasszikusai; válogatta: Európa Könyvkiadó munkaközössége, közreműködők: Ruttkay Kálmán, Ungvári Tamás, utószó Abody Béla, jegyzetek: Abádi Nagy Zoltán; Európa, Budapest, 1967
- The Body Snatcher (1881)
  - Familiar Studies of Men and Books
- Szerelemről, házasságról, beszédről és igazságról – esszék; fordította: Péterfi András; Pont, Budapest, 2016 (Enigma)
- The New Arabian Nights (1882)
- The Merry Men benne a Will o' the mill (1882)
  - A molnárlegény Will o' the mill / Tornyosház a homokparton – The pavilion on the links; fordította: Udvarhelyi Hanna, Borbás Mária; Európa, Budapest, 1979 (Janus-könyvek)
- The Merry Men, benne a The Merry Men (1882)
- The Merry Men, benne a The Treasure of Franchard (1882)
  - Remeték kincse / A vidám vitézek; fordította, utószó Katona Tamás; Szépirodalmi, Budapest, 1969 (Olcsó könyvtár)
- Treasure Island (1883) 
  - A kincses sziget; fordította: Kürthy Emil; Révai, Budapest, 1887 (A magyar ifjúság könyvei)
  - A kincses sziget; fordította: Király György; Athenaeum, Budapest, 1920
  - A kincses sziget; fordította: Devecseri Gábor; Grill, Budapest, 1943 (Grill klasszikus regényei)
  - A kincses sziget; fordította, átdolgozta, Dancsó Jenő; Nolit, Beográd, 1967 (Ifjúsági klasszikusok)
  - A Kincses sziget; fordította: Fuderer Gyula; Forum, Újvidék, 1972 (Panoráma sorozat)
  - A kincses sziget; feldolgozta: S. Pazienza, fordította: Varga Judit; Juventus, Budapest, 1997 (Kalandos regények tára)
  - A kincses sziget; fordította: Kovácsné Kliment Emilia; Új Ex Libris, Budapest, 2002 (Klasszikus ifjúsági regénytár)
  - A Kincses-sziget; fordította, jegyzetek: Gy. Horváth László; Európa, Budapest, 2004 (Európa diákkönyvtár)
  - A kincses sziget; átdolgozta: Barbara Green, fordította: Bocz András; Alexandra, Pécs, 2005 (Illusztrált klasszikusok kincsestára)
  - A kincses sziget; fordította: Kovácsné Kliment Emilia; átdolgozta, rövidített kiadás; Új Ex Libris, Budapest, 2005 (Klasszikus ifjúsági regénytár)
  - A kincses sziget; rajz Sebők Imre, szöveg Cs. Horváth Tibor; Gar-Wind Bt., Ócsa, 2006 (Sebők Imre munkái)
  - A kincses-sziget; fordította: Majtényi Zoltán; Könyvmolyképző, Szeged, 2007 (Jonatán könyvmolyképző)
  - A kincses sziget; átdolgozta: Ronne Randall, fordította: Medgyesy Zsófia; Ventus Libro, Budapest, 2013 (Világhíres mesék)
  - A kincses sziget 3. szint; átdolgozta: Aurora Molina, fordította: Pataki Andrea; Napraforgó, Budapest, 2016 (Olvass velünk!)
  - Geronimo Stiltonː A kincses sziget. R. L. Stevenson alapján; fordította: Dobosiné Rizmayer Rita; Alexandra, Pécs, 2017
- Prince Otto (1885)
  - Ottó herceg. Történeti regény; fordította: Dáni Ede; Lévai, Budapest, 1898
- A Child's Garden of Verses
  - Gyermekkert Viktória korabeli gyerekversek angol és magyar nyelven; fordította: Papp Gábor Zsigmond; Móra, Budapest, 2002
- Kidnapped (1886)
  - Emberrablók regény; fordította: Kilényi Mária, utószó Farkas István, jegyzetek: Székely Lajos; Szépirodalmi, Budapest, 1956 (Olcsó könyvtár)
- The Strange Case of Dr. Jekyll and Mr. Hyde (1886)
  - Yekyll doktor csodálatos története regény; fordította: Tábori Róbert; Légrády Testvérek, Budapest, 1900 (Legjobb könyvek)
  - Dr. Jekyll és Mr. Hyde különös esete; fordította: Benedek Marcell; Lampel, Budapest, 1913 (Magyar könyvtár)
  - D. Jekyll és Mr. Hyde különös esete; fordította: Désy Tamás; Bécsi Magyar Kiadó, Wien, 1922 (Regényfüzér)
  - Jekyll és Hyde regény; Tolnai, Budapest, 1926 (Tolnai regénytára)
  - Dr. Jekyll és Mr. Hyde különös esete; válogatta, szerkesztette: Hunyadi Csaba, fordította: Benedek Marcell et al.; Szukits, Szeged, 1996 (Gothic)
  - Dr. Jekyll és Mr. Hyde különös esete; átdolgozta: Kathleen Olmstead, fordította: Csonka Ágnes; Alexandra, Pécs 2010 (Klasszikusok könnyedén)
  - Jekyll és Hyde; fordította: Weisz Böbe; Alinea, Budapest, 2012 (Klasszik sorozat)
  - Dr. Jekyll és Mr. Hyde; fordította: Illés Róbert; Helikon, Budapest, 2017 (Helikon zsebkönyvek)
- The Black Arrow (1888)
  - A fekete nyíl. Elbeszélés a fehér rózsa és piros rózsa harcaiból; fordította: Házsongárdy Gábor; Franklin, Budapest, 1928
  - A fekete nyíl. Történelmi regény; fordította, átdolgozta: Szinnai Tivadar; Móra, Budapest, 1973 (Delfin könyvek)
  - A fekete nyíl regény; fordította: Házsongárdy Gábor, átdolgozta: Pogány Elza; Ékezet, Budapest, 1994
- The Master of Ballantrae (1889)
  - Öngyilkosok klubja / A ballantraei örökös / A falesai part; fordította, utószó Göncz Árpád; Európa, Budapest, 1970 (A világirodalom remekei)
- The Beach of Falesa (1892)
- Falesa 1-2.; Tolnai Világlapja, Budapest, 1926 (Tolnai regénytára)
- Öngyilkosok klubja / A ballantraei örökös / A falesai part; fordította, utószó Göncz Árpád; Európa, Budapest, 1970 (A világirodalom remekei)
- The Bottle Imp (1891)
  - A bűvös palack; fordította: Király György; Genius, Budapest, 1920 (Genius-könyvtár)
  - A palack manója elbeszélés; fordította: Radó Antal; Lampel, Budapest, 1927 (Magyar könyvtár)
  - Az ördög-palack; fordította: Bóra Sándor; Ştiinţa şi Tehnica, Bucureşti, 1958 (Tudományos-fantasztikus elbeszélések)
- Catriona (1893)
  - Catriona. Regény. David Balfour további kalandjai otthon és külföldön, 1-2.; fordította, utószó Szinnai Tivadar; Szépirodalmi, Budapest, 1958
- The Misadventures of John Nicholson: A Christmas Story (1887)
  - John Nicholson viszontagságai; fordította: Király György; Athenaeum, Budapest, 1921
  - Öngyilkosok klubja / A ballantraei örökös / A falesai part; fordította, utószó Göncz Árpád; Európa, Budapest, 1970 (A világirodalom remekei)
- St. Ives (1897, befejeztlen)
  - A szökevény; fordította: Kiss Dezső; Tolnai, Budapest, 1936 (Világhírű regények)

## Műveiből készített jelentősebb filmek

### Kincses sziget
| Év   | Rendező                   | Főszereplők | Megjegyzés                                               |
| ---- | ------------------------- | --- | -------------------------------------------------------- |
| 1912 | J. Searle Dawley          | Ben F. Wilson (Silver), Addison Rothermel (Jim Hawkins)                                                                                            |                                                          |
| 1934 | Victor Fleming            | Wallace Beery (Silver), Lionel Barrymore (Billy Bones), Nigel Bruce (a Lovag)                                                                      |                                                          |
| 1950 | Byron Haskin              | Bobby Driscoll (Jim Hawkins), Robert Newton (Silver), Denis O’Dea (Doktor Livesy)                                                                  | Walt Disney alkotás                                      |
| 1972 | John Hough                | Orson Welles (Silver), Rik Battaglia (Smollett kapitány), Maria Rohm (Jim anyja)                                                                   |                                                          |
| 1987 | Antonio Margheriti        | Anthony Quinn (Silver), David Warbeck (Doktor Livesy), Philippe Leroy (a Lovag), Klaus Löwitsch (Smollett kapitány), Ernest Borgnine (Billy Bones) | olasz sci-fi feldolgozás, Kincses sziget az űrben címen. |
| 1990 | Fraser Clarke Heston      | Charlton Heston (Silver), Christian Bale (Jim Hawkins), Oliver Reed (Billy Bones), Christopher Lee (Pew)                                           |                                                          |
| 1999 | Peter Rowe                | Jack Palance (Silver), Kevin Zegers (Jim Hawkins)                                                                                                  |                                                          |
| 2002 | Ron Clements, John Musker | Brian Murray (Silver), Joseph Gordon-Levitt (Jim Hawkins)                                                                                          | Disney rajzfilm (sci-fi), A kincses bolygó címen         |

### Dr. Jekyll és Mr. Hyde különös története
| Év   | Rendező           | Főszereplők                    | Megjegyzés                                      |
| ---- | ----------------- | ------------------------------ | ----------------------------------------------- |
| 1908 | William N. Selig  |                                | nem maradt fenn kópia                           |
| 1920 | John S. Robertson | John Barrymore                 |                                                 |
| 1931 | Rouben Mamoulian  | Fredric March                  | a legjobb férfi főszereplőnek járó Oscar-díj    |
| 1973 | David Winters     | Kirk Douglas, Michael Redgrave | musical változat                                |
| 1996 | Stephen Frears    | John Malkovich, Julia Roberts  | Mary Reilly, magyarul A gonosz csábítása címmel |
| 1999 |                   | Adam Baldwin                   |                                                 |

### A testrabló
| Év   | Rendező     | Főszereplők   | Megjegyzés  |
| ---- | ----------- | ------------- | ----------- |
| 1945 | Robert Wise | Boris Karloff | A testrabló |